# Gentile Portino da Montefiore

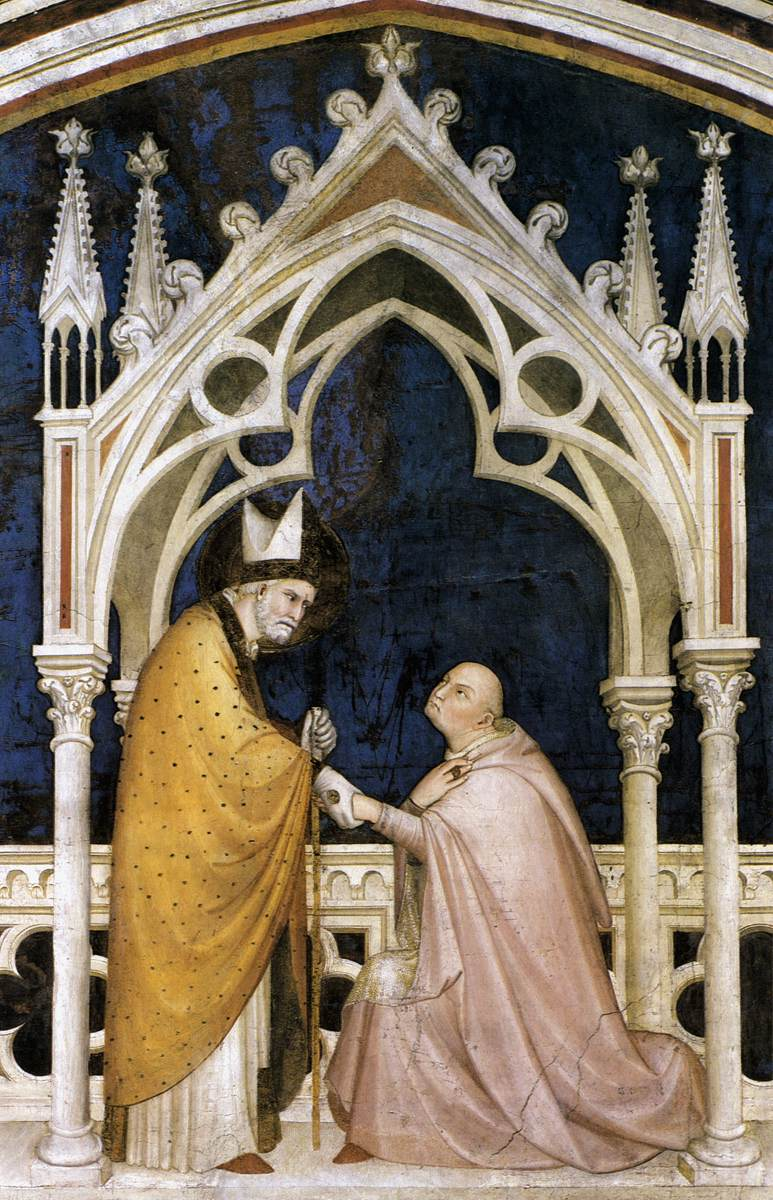
Gentile Portino da Montefiore

Gentile Portino da Montefiore oder nur Gentile da Montefiore, latinisiert Gentilis de Monteflore,  OMin (* um 1250 in Montefiore dell’Aso; † 27. Oktober 1312 in Lucca) war ein römisch-katholischer Kardinal.

## Leben
Gentile wurde um die Mitte des 13. Jahrhunderts in eine wohlhabende Adelsfamilie in Montefiore dell’Aso geboren. Er muss wohl noch ein Kind gewesen sein, als er zu einem unbekannten Zeitpunkt dem Orden der Minderbrüder beitrat. Möglicherweise schloss er sein Theologiestudium an der Sorbonne ab. In den 1290er Jahren erhielt er den Titel eines Magisters. Etwa im selben Zeitraum kehrte er nach Italien zurück. In Perugia lernte er Kardinal Benedetto Caetani kennen und freundete sich mit ihm an. Caetani wurde kurz darauf im Konklave 1294 zu Papst Bonifatius VIII. gewählt. Gentile wurde 1296 zum Lektor der römischen Kurie ernannt.
Im Konsistorium vom 2. März 1300 erhob Papst Bonifatius VIII. ihn zum Kardinalpriester von Santi Silvestro e Martino ai Monti. Anderen Quellen zufolge erfolgte seine Ernennung bereits im Jahr 1298. Gemeinsam mit Kardinal Niccolò Boccasini (dem späteren Papst Benedikt XI.) wurde Gentile von Bonifatius mit der Konfliktlösung zwischen Franziskaner und der Dominikaner beauftragt. Sie legten den Entwurf gemeinsam am 28. Juli 1300 vor, der dann im Dezember 1303 von Niccolò Boccasini als Papst Benedikt XI. ratifiziert wurde. Gentile wurde 1302 zum Kardinalgroßpönitentiar ernannt und behielt dieses Amt bis 1305. Er war am 7. September 1303 in Anagni anwesend, als eine Armee unter der Führung der Minister von Philipps IV. von Frankreich, Guillaume de Nogaret und Sciarra Colonna Bonifatius, den Palast angriff. Nach dem Tod von Bonifatius setzte er sein Werk in Rom fort. Er nahm an den Konklaven von 1303 (Papst Benedikt XI.) und 1304–1305 (Papst Clemens V.) teil. Papst Clemens V. betraute ihn 1305 mit der Pfarrei Santa Prassede. Er erfüllte auch diplomatische Missionen im Auftrag des Papstes und wurde beispielsweise 1305 nach Paris geschickt. Ende Juni 1307 residierte er am päpstlichen Hof in Lyon, wo er mehrere Bischofs- und Abtwahlen überprüfte.

## Päpstlicher Legat in Ungarn
Papst Clemens V. ernannte Gentile zum päpstlichen Legaten mit voller Autorität und schickte ihn am 8. August 1307 ins Königreich Ungarn. Seine Gesandtschaft wurde auch nach Polen, Dalmatien, Kroatien, Bosnien (Rama), Serbien, Galizien-Wolhynien und Kumanien entsandt. Nach dem Tod Andreas III. von Ungarn und dem Aussterben der Arpaden-Dynastie im Jahr 1301 brach ein Bürgerkrieg zwischen verschiedenen Thronanwärtern aus – Karl von Anjou, Wenzel von Böhmen und Otto von Bayern. Niccolò Boccasini, der erste Legat von Papst Bonifatius, überzeugte die Mehrheit der ungarischen Prälaten, Karls Herrschaft anzuerkennen, versuchte jedoch erfolglos, den Anspruch der Anjous bei den mächtigen Baronen des Königreichs durchzusetzen. Papst Bonifatius, der Ungarn als Lehen des Heiligen Stuhls betrachtete, erklärte Karl am 31. Mai 1303 zum rechtmäßigen König von Ungarn. Karl besiegte seine Feinde bis zum Sommer 1307 (Wenzel verließ Ungarn, während Otto inhaftiert wurde), doch des entstanden die Ungarische Kleinkönigtümer, die von Oligarchen beherrscht wurden und die faktische Herrschaft von Karl begrenzten. Papst Clemens schickte in dieser Situation seinen Vertreter Gentile um Karls Herrschaft sicherzustellen, die zerstörte Kirchendisziplin wiederherzustellen, verlorenes und unrechtmäßig usurpiertes Kircheneigentum zurückzufordern und die Besetzung kirchlicher Ämter gemäß dem kanonischen Recht sicherzustellen. Gentile erhielt auch die Erlaubnis, falls notwendig, kirchliche Strafen zu verhängen. Gentile verließ den päpstlichen Hof am 17. Oktober 1307. Er traf Karl II. und Maria – Karls Großeltern – in Neapel. Karl II. gab im März 1308 die Anweisung, zwei Schiffe für den päpstlichen Legaten vorzubereiten. Gentile reiste dann weiter nach Bologna.
Gentile kam Ende Mai 1308 mit zwei Schiffen im mit Ungarn vereinigten Split (Spalato) in Kroatien an. Die folgenden Monate verbrachte er in verschiedenen Küstenstädten der Adria, Trogir (Trau), Skradin (Scardona), Zadar (Zara) und Senj (Segna), wo er sich um kirchliche Angelegenheiten der dalmatinischen Diözesen kümmerte. Zum Beispiel leitete er eine Untersuchung gegen den pro-venezianischen Bischof von Arbe, Giorgio Ermolao, und seine Anhänger ein, die Gentiles Gerichtsbarkeit über Dalmatien nicht anerkannten. Er lehnte auch die Wahl Lamperts zum Bischof von Hvar ab. Zudem beauftragte er das Kapitel von Split mit der Wahl eines neuen Erzbischofs. Gentile gewährte in diesen Monaten vier dalmatinischen Kirchen 40-tägige Ablässe. Anfang September wurde er in Zagreb von Karl I. und Erzbischof Thomas II. von Esztergom begrüßt. Der Gefährte kam im Oktober über Csetény nach Buda und Gentile wurde im Dominikanerkloster St. Nikolaus in der Burg untergebracht.

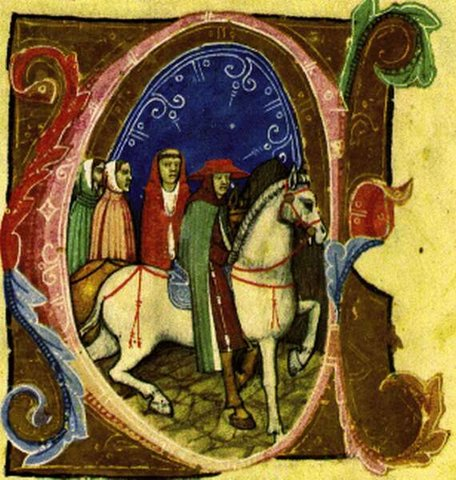
Der päpstliche Legat Gentile kommt in Ungarn an.

Bei ihrem Treffen im Paulinerkloster Kékes am 10. November 1308 gelang es Gentile, den mächtigsten Oligarchen, Matthäus Csák, davon zu überzeugen, die Herrschaft von König Karl anzuerkennen. Auf seiner Seite nahmen auch die ungarischen Prälaten Thomas von Esztergom und Johann von Nyitra sowie die Provinzoberhäupter der Dominikaner und Minoriten in Ungarn an dem Ereignis teil. Vermutlich versprach Matthäus Csák auch, Karl in seinem Einigungskrieg gegen die aufrührerischen Oligarchen zu unterstützen. Im Gegenzug wurde Matthäus Csák angeboten, Tarnackmeister zu werden, damals der einflussreichste Titel am königlich-ungarischen Hof, und ihm wurde garantiert, während des Feldzugs die Hälfte der zurückgewonnenen königlichen Güter zu behalten. In den nächsten Wochen überzeugte Gentile die mächtigsten Adligen nacheinander, die Herrschaft von Karl anzuerkennen. Auf dem Reichstag, der im Dominikanerkloster in Pest unter dem Vorsitz von Gentile abgehalten wurde, wurde Karl am 27. November 1308 einstimmig zum König ausgerufen. In seiner Rede bezog sich der Legat auf das Matthäusevangelium 13,27 („Herr, hast du nicht guten Samen auf deinen Acker gesät?“) und erklärte, der Allmächtige sei es gewesen, der Samen in Ungarns Boden gesät habe, aus dem „zahlreiche ausgezeichnete, heilige und reine Könige hervorgegangen“ seien. Unter ihnen habe der heilige Stephan als Erster die Krone erhalten, „die vom Hohepriester von Rom geweiht wurde“, behauptete er. Der letzte Satz löste im Publikum Grollen und Empörung aus. Einige Protestierende fürchteten um die Unabhängigkeit des Landes vom Heiligen Stuhl. Dennoch akzeptierten sie Karl als ihren König.
Der päpstliche Legat berief eine Synode der ungarischen Prälaten ein, die den Monarchen im Dezember 1308 für unantastbar erklärten. Dort drängten sie auch Ladislaus Kán, der Otto gefangen genommen hatte, Karl die Heilige Krone zu übergeben. Der siebenbürgische Oligarch weigerte sich jedoch. Während der Synode befasste sich Gentile auch mit kirchlichen Angelegenheiten. Die Prälaten drohten auch jenen Adligen mit der Exkommunikation, die sich widerrechtlich Kirchenbesitz angeeignet und angeeignet hatten. In Vorbereitung auf Karls zweite Krönung traf sich Heinrich Kőszegi am 4. Juni 1309 mit dem päpstlichen Legaten Gentile und anderen Prälaten in seinem Herrenhaus, wo er im eigenen Namen und im Namen seiner Familie seinen Treueeid auf Karl bekräftigte. Nachdem er ein halbes Jahr vergeblich darauf gewartet hatte, dass Ladislaus Kán seine Meinung änderte, weihte Gentile Karl eine neue Krone. Gleichzeitig ging der siebenbürgische Oligarch ein Bündnis mit dem serbischen König Stefan Dragutin ein, ebenfalls ein Nachfahre der Árpáden, was den Kardinal dazu drängte, Karls Legitimität sicherzustellen. Erzbischof Thomas krönte Karl am 15. oder 16. Juni 1309 in der Liebfrauenkirche in Buda mit der neuen Krone zum König. Allerdings betrachteten die meisten Ungarn seine zweite Krönung als ungültig. Gentile verließ Buda im Herbst 1309 und ging nach Pressburg, das heutige Bratislava in der Slowakei. Gentile versuchte, Karls Schwester Klementine mit einem ungarischen Adeligen zu verheiraten, aber die Prinzessin war zuvor mit Ferdinand von Mallorca verlobt gewesen. Nachdem die Verhandlungen mit Ladislaus Kán gescheitert waren, exkommunizierte der päpstliche Legat den Herrn und verhängte am 25. Dezember 1309 ein Interdikt über seine Provinz. Gentile, der Benedikt, den gewählten Bischof von Siebenbürgen, zu dem Oligarchen schickte, vertraute weiterhin auf die Abmachung und versprach, dass Ladislaus Kán die verhängte Strafe zurücknehmen würde, wenn er die Krone bis zum Stichtag 2. Februar 1310 zurückgeben würde. Danach verhandelte Thomas am 8. April 1310 zusammen mit Amadeus Aba und Dominic Rátót mit dem Woiwoden in Szeged über die Bedingungen der Rückgabe der Krone. Gentile schickte auch seinen Beichtvater und Kaplan, den Franziskanerlektor Denis, zu dem Treffen. Ladislaus Kán stimmte schließlich zu, Karl die Heilige Krone zu geben. Am 27. August 1310 setzte Erzbischof Thomas Karl die Heilige Krone in Székesfehérvár aufs Haupt. Somit wurde Karls dritte Krönung in voller Übereinstimmung mit dem Gewohnheitsrecht durchgeführt. Karls Herrschaft blieb jedoch in den meisten Teilen seines Königreichs nur dem Namen nach. Matthäus Csák belagerte im Juni 1311 Buda und Ladislaus Kán lehnte es ab, dem König zu helfen. Als Reaktion auf den Angriff exkommunizierte Gentile Matthäus Csák am 6. Juli 1311. Karl schickte im September eine Armee, um in Csáks Herrschaftsgebiete einzudringen, aber sie erreichte nichts. Papst Clemens berief seinen päpstlichen Legaten an die römische Kurie zurück, um am Konzil von Vienne teilzunehmen. Gentile stellte am 9. September in Pressburg seine letzte Urkunde aus und verließ Ungarn am 10. September 1311. Er residierte bereits am 12. September 1311 in Wiener Neustadt.

### Kirchliche Angelegenheiten
Seine Dokumente und Urkunden aus der Zeit seiner päpstlichen Gesandtschaft wurden 1885 in der Sammlung „Acta legationis cardinalis Gentilis. Gentilis bibornok magyarországi követségének okiratai 1307–1311“ des ungarischen Historikers Antal Pór veröffentlicht. Neben seiner Hauptaufgabe (Karls Thronbesteigung zu sichern) befasste sich Gentile ausführlich mit verschiedenen Angelegenheiten der Kirche in Ungarn. So war er beispielsweise Richter bei den umstrittenen Bischofswahlen von Petrus und Benedikt in den Diözesen Pécs und Siebenbürgen, die stark von den Machtambitionen der Oligarchen Heinrich Kőszegi und Ladislaus Kán beeinflusst waren. Darüber hinaus bat das Kapitel von Bosnien den Legaten, die Wahl ihres Bischofs Gregor im Dezember 1308 zu bestätigen. Gentile ordnete die Annullierung der Wahl Johannes zum Abt von Pannonhalma an, da sie nicht dem kanonischen Recht entsprach. Schließlich sprach er Johannes von der Unfähigkeit frei, die ihm aufgrund seiner körperlichen Behinderung aufgrund der „unruhigen Zeiten“ entstanden war.
Während seiner dreijährigen Gesandtschaft in Ungarn berief Gentile fünf Nationalsynoden ein (Buda: November 1308, Mai 1309, Juli 1309; Pressburg: November 1309 [für die polnischen Prälaten], Mai 1311). Am 13. Dezember 1308 übertrug Gentile im Namen des Heiligen Stuhls die Regel des Heiligen Augustinus an den Orden des Heiligen Paulus des Ersten Eremiten, was die päpstliche Anerkennung der Pauliner als Mönchsorden bedeutete. Der Legat bestätigte im August 1309 auch die Befreiung des Klarissenklosters in Nagyszombat, dem heutigen Trnava in der Slowakei, von der Zahlung des Zehnten. Er ernannte Konservatoren, um die Klöster der Kartäuser zu inspizieren. In seinem Brief an Vincent, den Erzbischof von Kalocsa und seine Suffraganbischöfe, erklärte der päpstliche Legat, dass er sich das Recht vorbehalte, alle kirchlichen Pfründen über 10 Mark ausschließlich selbst zu verleihen. Infolgedessen ernannte er Kanoniker und andere Geistliche in ihre Positionen und setzte sich damit über die ungarische Kirchenhierarchie hinweg. Zum Beispiel schenkte er seinem Steuereintreiber Rufinus, dem Sohn von Albert, kanonische Bezüge in Pécs. Im Namen seines Neffen Gualterius Raynaldi de Monteflorum strengte er einen Prozess gegen Heinrich von Wierzbna, den Bischof von Breslau, an. Es gibt auch eine Aufzeichnung seiner Entscheidung, einen Kanoniker (Lucas von Vác) aufgrund seiner körperlichen Behinderung seines Amtes zu entheben. Er ordnete auch die Ernennung von Diakonen in den Diözesen Pécs und Zagreb an und umging dabei die Autorität der Bischöfe. Während seiner juristischen Tätigkeit betraute Gentile Auditoren aus seinem eigenen Stab und vernachlässigte dabei weitgehend die lokalen ungarische Kleriker. Seine Auditoren waren beispielsweise seine Kapläne Filip de Sardinea, Johannes de Aretio (beide waren Generalauditoren mit weitergehenden Befugnissen), der Legatenkämmerer Dr.iur.can. Bonunsegna de Perusia und der Hofkleriker Casparus de Montefia. Insgesamt unterstützten mindestens 52 Mitarbeiter Gentiles Arbeit in Ungarn. Sein Vogt war sein Neffe Rogerius Mathei de Monteflorum. Sein Leibarzt war Fredericus de Bononia, während zu seinem Stab auch ein gewisser Dionysius, Pönitentiar der Franziskaner Oder, gehörte.

### Kulturelles Erbe

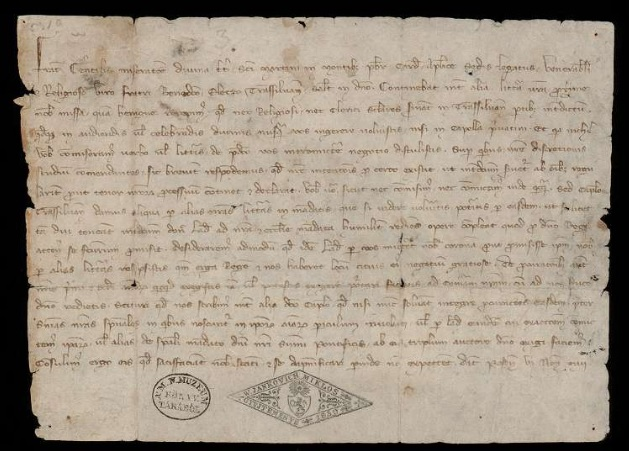
Gentiles Brief an den designierten Bischof Benedikt aus dem Jahr 1310

Die älteste noch erhaltene Urkunde in Ungarn, die auf Papier (nicht auf Pergament) geschrieben ist, wurde am 2. Mai 1310 von Gentiles Kanzlei in Pressburg herausgegeben. Das Dokument enthält den Antwortbrief (missilis) des päpstlichen Legaten an Benedikt, den gewählten Bischof von Siebenbürgen, in dem Gentile Benedikt gegenüber betonte, dass das Interdikt über Siebenbürgen aufrechterhalten werden müsse, bis Ladislaus Kán sein Versprechen einlöse und die Heilige Krone zurückgebe. Gentiles Brief enthält außerdem ein Wasserzeichen mit der Abbildung eines Drachens, das beweist, dass das Papier in Fabriano hergestellt wurde, das für die Erfindung des Wasserzeichenpapiers im Jahr 1280 bekannt ist. Laut dem Historiker György Rácz blieb der Brief erhalten, weil darin die Heilige Krone erwähnt wird, und förderte daher die allgemeine Verwendung von Papier in Ungarn. In der Folgezeit wurden die ersten Papierdokumente in den Jahren 1312 (Čazma) und 1319 (Eger) im Königreich erhalten.
Einem Inventar aus dem Jahr 1322 zufolge besaß Gentile nach seiner Abreise nach Italien einige Bücher mit Bezug zu Ungarn. Zwei davon trugen den Titel „decretum sancti Stephani regis Ungari“ („Die Dekrete des Heiligen Stephan, König von Ungarn“) und „Ungarorum hystorie“ („Die Geschichte der Ungarn“). Die französische Philologin Marie-Henriette Jullien de Pommerol argumentierte, der Kardinal habe diese Werke aus Ungarn mitgebracht. Der Historiker László Veszprémy war der Ansicht, Gentile habe die beiden Bücher genutzt, um Karls Anspruch auf den ungarischen Thron rechtlich zu begründen und die ungarische Geschichtsauffassung hinsichtlich der Beziehungen zum Heiligen Stuhl zu studieren. Veszprémy argumentierte, das letztgenannte Werk sei identisch mit einer Abschrift der ungarischen Chronikvariante aus der Zeit vor dem 14. Jahrhundert und gelangte unter dem Titel „cronica Ungarorum in pergameno cum postibus et corio albo in parvo forma“ in die Sammlung der päpstlichen Bibliothek in Avignon.

## Späteres Leben
Nach seiner Ankunft in Italien nahm Gentile am Konzil von Vienne teil, das am 16. Oktober 1311 einberufen wurde. Dort verteidigte er in einer leidenschaftlichen Rede das Andenken von Papst Bonifatius VIII. Nach seiner Ankunft beauftragte Papst Clemens Gentile mit der Überführung der päpstlichen Schätze Roms, des Erbes des Heiligen Petrus jenseits der Alpen nach Avignon, dem neuen Sitz der Päpste. Gentile schätzte, dass der Transport der Schätze wegen des Machtkampfes zwischen den Fraktionen der Guelfen und Ghibellinen zu unsicher sei. Daher nahm der Kardinal die wertvollsten Stücke des päpstlichen Schatzes mit und hinterließ den Rest in einem sicheren Depot in der Sakristei der Basilika San Frediano in Lucca. Als der italienische Söldner Uguccione della Faggiuola 1314 die Stadt eroberte, wurden die restlichen päpstlichen Schätze und die Besitztümer des Kardinals gestohlen.
Gentiles Aufenthalt in Siena ist durch ein Dokument aus dem März 1312 bezeugt. Hierin wird die Zahlung 600 Goldgulden für den Bau und die Freskenausschmückung der San-Martino-Kapelle in der Unterbasilika San Francesco in Assisi überliefert. Neueren Hypothesen zufolge war der namentlich nicht genannte Bildhauer und Architekt, der diese Kapelle erbaute und ausschmückte, auch für die Schaffung des monumentalen Grabmals von Gentile Portinos Eltern in Montefiore dell’Aso (Ascoli Piceno) verantwortlich. Die dem Heiligen Martin von Tours geweihte Kapelle San Martino wurde zwischen 1317 und 1319 von Simone Martini, der vermutlich in Siena vom Kardinal beauftragt worden war, mit zehn Fresken ausgeschmückt, die das Leben des Heiligen darstellen. Anfang Juni begab sich Gentile nach Lucca, wo er erkrankte und im darauffolgenden Oktober starb, ohne in Avignon anzukommen. Die San-Martino-Kapelle sollte Gentiles Grabstätte werden, war aber zum Zeitpunkt seines Todes wahrscheinlich noch nicht fertiggestellt, sodass er in der benachbarten St. Louis-Kapelle begraben wurde. Am 5. August 1313 ordnete Papst Clemens an, dass das Vermögen von Gentile Portino dem Kardinal Vital du Four zugeteilt werden sollte.